# ソユーズT-8
ソユーズT-8 (Союз Т-8 / Soyuz T-8) は、ソユーズによるサリュート7号への往来を目的としたミッションであるが、アンテナの不調により、ドッキングに失敗した。コールサインは「Okean（大洋）」。

## 乗組員
- ウラジーミル・チトフ (1)
- ゲンナジー・ストレカロフ (2)
- アレクサンドル・セレブロフ (2)

### バックアップ
- ウラジーミル・リャコフ
- アレクサンドル・アレクサンドロフ
- ヴィクトル・サヴィヌイフ

## ミッションパラメータ
- 質量: 6850kg
- 近点: 200km
- 遠点: 230km
- 軌道傾斜角: 51.6°
- 軌道周期: 88.6分

## ミッションハイライト
自動ドッキングシステムの故障のため、サリュート7号へのドッキングに失敗した。宇宙ステーションへのドッキングの失敗は、1979年のソユーズ33号以来だった。
軌道上に出ると、ソユーズのランデブーレーダーアンテナのブームが適切に展開しなかった。手動制御が何度か試みられたが、ブームは振り落とせなかった。（飛行後の調査により、ソユーズのペイロードが分離した時にアンテナがちぎれていたことが分かった。）乗組員は、ブームは宇宙船の軌道モジュールにくっついていると信じており、設置されなかった。それに応じて、彼らはそれを固定するために、姿勢制御スラスタを用いて宇宙船に衝撃を与えた。また連邦通信委員会の許可を得て、彼らは目視と地球からのレーダーでの誘導のみでランデブーを試みた。暗闇の中行なわれた最後の接近の時、チトフは接近速度が速すぎると感じた。そこで彼は手動操縦に切り替えたが、まだ2台の宇宙船の速度が早すぎると感じていた。彼は衝突を避けるためにランデブーを中断し、それ以降は試みられなかった。ドッキングに失敗したことで、より多くの燃料が必要になった。脱軌道に必要な分の燃料を確保するため、宇宙飛行士は高度制御システムを切り、1970年代初頭にソユーズフェリーで用いられたスピン安定モードにした。3人の乗組員は2日間と17分48秒の飛行を終えて地球に帰還した。